# Districtul Hasbaya
Districtul Hasbaya este un district în Guvernoratul Nabatiye din Liban. Se află în sud-est, se învecinează cu Siria. Reședința districtului este orașul Hasbaya.

## Galerie

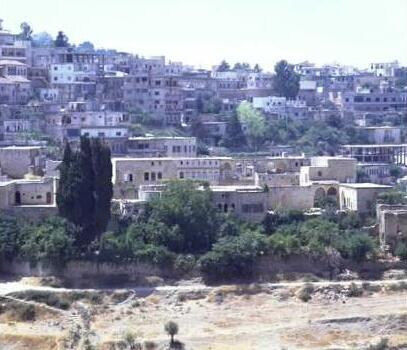
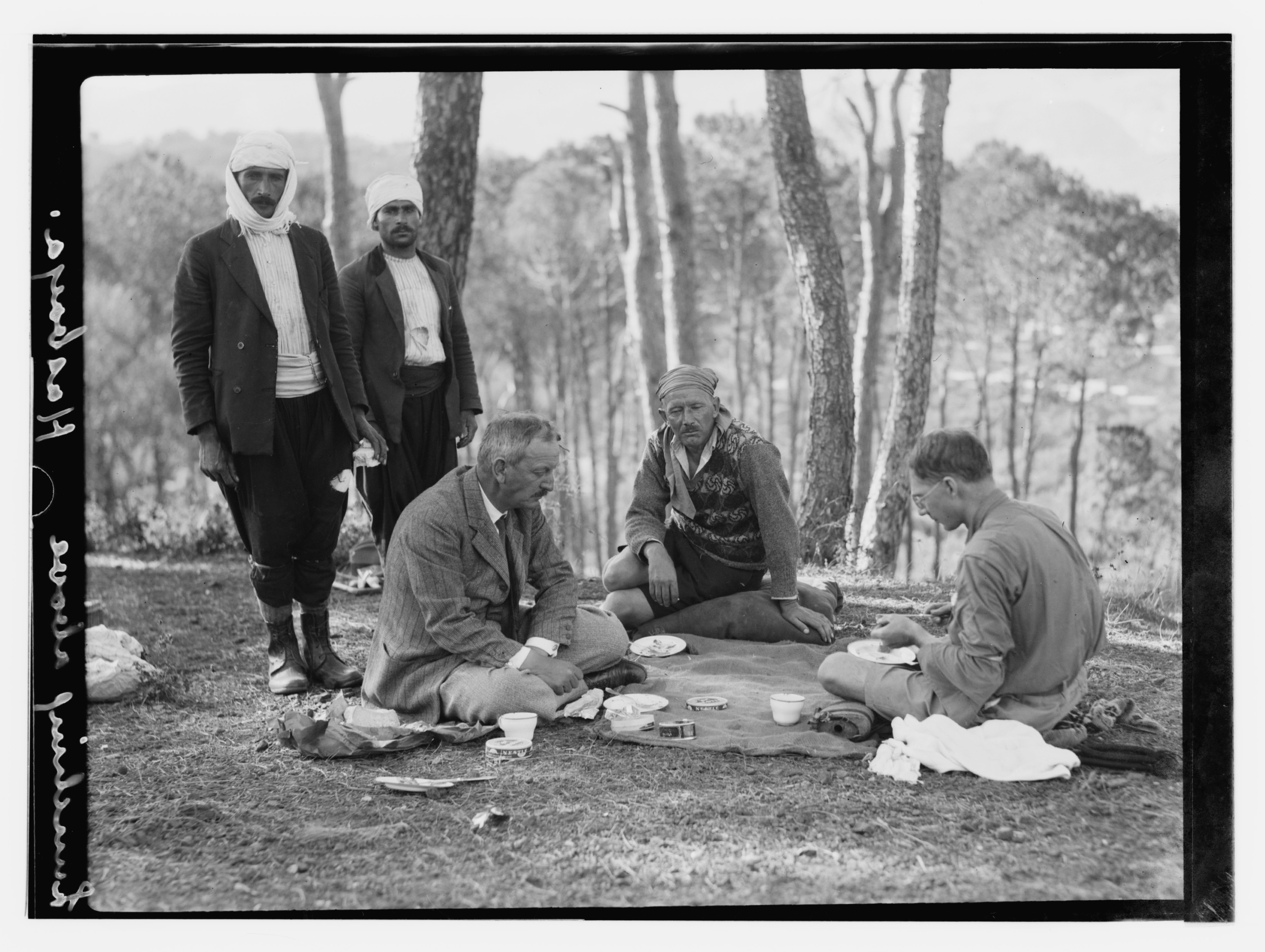
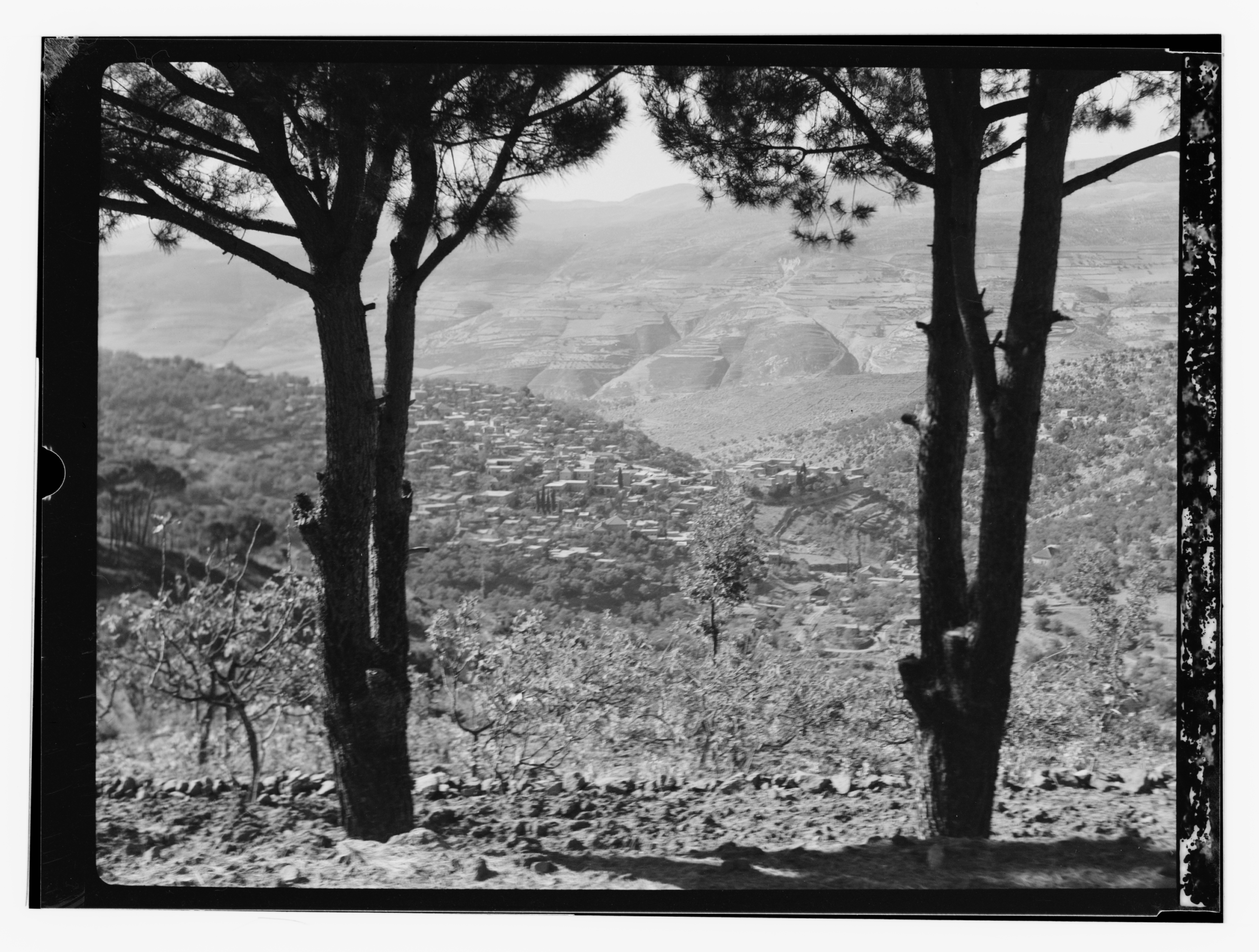